# USS Damon M. Cummings (DE-643)
USS Damon M. Cummings (DE-643) là một tàu hộ tống khu trục lớp Buckley được Hải quân Hoa Kỳ chế tạo trong Chiến tranh Thế giới thứ hai. Tên nó được đặt theo Thiếu tá Hải quân Damon M. Cummings (1910–1942), người từng phục vụ trên tàu tuần dương hạng nặng San Francisco (CA-38), đã tử trận trong trận Hải chiến Guadalcanal đêm 12-13 tháng 11, 1942, và được truy tặng Huân chương Chữ thập Hải quân. Nó đã phục vụ cho đến khi chiến tranh kết thúc, xuất biên chế năm 1947 và bị tháo dỡ năm 1973. Damon M. Cummings được tặng thưởng một Ngôi sao Chiến trận do thành tích phục vụ trong Thế Chiến II.

## Thiết kế và chế tạo
Những chiếc thuộc lớp tàu hộ tống khu trục Buckley có chiều dài chung 306 ft (93 m), mạn tàu rộng 37 ft 1 in (11,30 m) và độ sâu mớn nước khi đầy tải là 11 ft 3 in (3,43 m). Chúng có trọng lượng choán nước tiêu chuẩn 1.400 tấn Anh (1.400 t); và lên đến 1.740 tấn Anh (1.770 t) khi đầy tải. Hệ thống động lực bao gồm hai turbine hơi nước General Electric công suất 13.500 mã lực (10.100 kW), dẫn động hai máy phát điện công suất 9.200 kilôwatt (12.300 hp) để vận hành hai trục chân vịt;  công suất 12.000 hp (8.900 kW) cho phép đạt được tốc độ tối đa 23 kn (26 mph; 43 km/h), và có dự trữ hành trình 6.000 nmi (6.900 mi; 11.000 km) khi di chuyển ở vận tốc đường trường 12 kn (14 mph; 22 km/h).
Vũ khí trang bị bao gồm ba pháo 3 in (76 mm)/50 cal trên tháp pháo nòng đơn có thể đối hạm hoặc phòng không, một khẩu đội 1,1 inch/75 caliber bốn nòng và tám pháo phòng không Oerlikon 20 mm. Vũ khí chống ngầm bao gồm một dàn súng cối chống tàu ngầm Hedgehog Mk. 10 (có 24 nòng và mang theo 144 quả đạn); hai đường ray Mk. 9 và tám máy phóng K3 Mk. 6 để thả mìn sâu. Khác biệt đáng kể so với lớp Evarts dẫn trước là chúng có thêm ba ống phóng ngư lôi Mark 15 21 inch (533 mm). Thủy thủ đoàn đầy đủ bao gồm 186 sĩ quan và thủy thủ.
Cái tên Damon Cummings (DE-756) từng được dự định đặt cho một tàu hộ tống khu trục khác thuộc lớp Cannon, nhưng kế hoạch chế tạo bị hủy bỏ. Damon M. Cummings (DE-643) được đặt lườn tại xưởng tàu của hãng Bethlehem Steel Corporation tại San Francisco, California vào ngày 17 tháng 10, 1943. Nó được hạ thủy vào ngày 18 tháng 4, 1944; được đỡ đầu bởi bà Damon M. Cummings, vợ góa Thiếu tá Cummings, và nhập biên chế vào ngày 29 tháng 6, 1944 dưới quyền chỉ huy của Hạm trưởng, Thiếu tá Hải quân Charles Rea Millett.

## Lịch sử hoạt động
Sau khi hoàn tất chuyến đi chạy thử máy huấn luyện ngoài khơi bờ biển California, Damon M. Cummings khởi hành từ San Francisco vào ngày 8 tháng 9, 1944 để hộ tống một đoàn tàu vận tải đi sang Eniwetok, rồi tiếp tục đi đến vịnh Purvis tại đảo Florida thuộc quần đảo Solomon, đến nơi vào ngày 15 tháng 10. Nó tiếp tục hoạt động tại khu vực Solomon cho đến ngày 6 tháng 11, rồi đi đến Funafuti thuộc quần đảo Ellice vào ngày 19 tháng 11, nơi nó hoạt động tuần tra trên các tuyến đường hàng hải cho đến ngày 2 tháng 1, 1945.
Quay trở lại vịnh Purvis vào ngày 18 tháng 1, Damon M. Cummings tiếp tục nhiệm vụ tuần tra và hộ tống vận tải tại khu vực quần đảo Solomon cho đến ngày 9 tháng 3. Sau khi được sửa chữa thiết bị sonar tại đảo Manus, nó đi đến Leyte, Philippines vào ngày 19 tháng 3. Nó gia nhập một đoàn tàu đổ bộ LST, và hộ tống chúng hướng sang khu vực quần đảo Ryukyu tham gia vào cuộc đổ bộ lên Okinawa. Đi đến ngoài khơi Okinawa vào đúng ngày đổ bộ chính 1 tháng 4, nó tiếp tục tuần tra ngoài khơi khu vực đổ bộ trong một tháng tiếp theo, và lên đường rời khu vực vào ngày 1 tháng 5. Con tàu tiếp tục vai trò hộ tống vận tải cho tàu bè đi lại tại khu vực Ulithi, Saipan và vịnh San Pedro, Leyte đến Okinawa cho đến khi chiến tranh kết thúc.
Damon M. Cummings tiếp tục ở lại khu vực Viễn Đông sau chiến tranh, phục vụ tìm kiếm giải cứu tại khu vực quần đảo Mariana, và đã viếng thăm Tokyo từ ngày 3 đến ngày 12 tháng 10. Nó rời Saipan vào ngày 1 tháng 11 để quay trở về Hoa Kỳ, được đại tu tại Xưởng hải quân Puget Sound trước khi quay trở lại khu vực Tây Thái Bình Dương, và phục vụ cùng hạm đội tại Thanh Đảo và Thượng Hải, Trung Quốc cũng như tại Hải Phòng và Sài Gòn, Đông Dương thuộc Pháp từ ngày 15 tháng 2. đến ngày 16 tháng 9, 1946.
Damon M. Cummings được cho xuất biên chế tại Long Beach, California vào ngày 3 tháng 2, 1947. Tên nó được cho rút khỏi danh sách Đăng bạ Hải quân vào ngày 1 tháng 3, 1972, và con tàu bị bán để tháo dỡ vào ngày 18 tháng 5, 1973.

## Phần thưởng
Damon M. Cummings được tặng thưởng một Ngôi sao Chiến trận do thành tích phục vụ trong Thế Chiến II.
|  |  | Bronze star |
|  |  |             |

| Huân chương Phục vụ Trung Hoa        | Huân chương Chiến dịch Hoa Kỳ           | Huân chương Chiến dịch Châu Á-Thái Bình Dương với 1 Ngôi sao Chiến trận |
| Huân chương Chiến thắng Thế Chiến II | Huân chương Phục vụ Chiếm đóng Hải quân | Huân chương Giải phóng Philippine (Philippine)                          |